# Palabras para Julia
«Palabras para Julia» es un poema del escritor español José Agustín Goytisolo muy popularizado por su adaptación musical realizada por primera vez por Paco Ibáñez.
José Agustín Goytisolo, nacido en Barcelona en 1928 e incluido en la denominada generación del 50, pertenece a una familia de escritores, que componen también sus hermanos Juan y Luis Goytisolo. 
El poema, que constituye uno de los más populares de su autor, lo escribió Goytisolo en 1965 para su hija Julia, cuando esta tenía ocho años y a quien había puesto el nombre de su madre fallecida el 17 de marzo de 1938 durante un bombardeo en Barcelona, cuando el poeta era un niño. Fue incluido en el libro Palabras para Julia publicado en 1979.
Fue musicalizado por Paco Ibáñez en 1968, que lo incluyó por primera vez en el disco Paco Ibáñez 3 de 1969. También aparece en su álbum en directo Paco Ibáñez en el Olympia (Paris), grabado el 2 de diciembre de 1969 y publicado en 1970.
La primera musicalización, en Argentina, del poema se presentó en un disco del año 1973, de Nacha Guevara, titulado Canciones para mis hijos.
Ha sido también interpretado por artistas como Mercedes Sosa, Tania Libertad, Liliana Herrero, Rosa León, Kiko Veneno, Los Suaves, Falete, Iván Ferreiro, Ismael Serrano, Níquel, Soleá Morente,  Rolando Sartorio (cantante de La Beriso), Rosalía y Los Jinetes del Trópico, Lara Fichera, entre otros.